# Paul Brown (Kostümbildner)
Paul Gareth Brown (* 13. Mai 1960 in Cowbridge, Glamorgan, Wales; † 13. November 2017 in Crymych, Pembrokeshire, Wales) war ein britischer Kostüm- und Bühnenbildner, der überwiegend am Theater und an der Oper wirkte. Sein Kostümdesign für den Spielfilm Engel und Insekten brachte ihm 1997 eine Oscar-Nominierung ein.

## Leben
Paul Brown wurde 1960 in Wales als Sohn des Druckermeisters Alan Brown und dessen Frau Enfys (gebürtige Jones) geboren. Er besuchte das Christ College in Brecon und studierte Englische Literatur an der University of St Andrews, wo er seinen Master of Arts erlangte.
Erste Erfahrungen im Kostüm- und Szenenbild sammelte er beim Studententheater. Der Londoner Theaterregisseur Malcolm Edwards förderte Brown und ermöglichte ihm erste Engagements bei West-End-Produktionen. Nach seinem Abschluss in St Andrews absolvierte Brown eine Ausbildung zum Szenenbildner bei Margaret „Percy“ Harris in den Londoner Riverside Studios. Seither war er weltweit als freischaffender Kostüm- und Szenenbildner für zahlreiche Theater- und Opernproduktionen tätigt. Enge Zusammenarbeiten verbanden ihn mit den Regisseuren Graham Vick und Jonathan Kent.
Das Kostümdesign des Filmdramas Engel und Insekten brachte ihm bei der Oscarverleihung 1997 eine Nominierung für das Beste Kostümdesign ein.
Seine Kostümbilder für Coriolanus, Richard III. und The Tempest für die Inszenierungen am Londoner Almeida Theatre brachten ihm bei den Critics’ Circle Theatre Awards 2000 die Auszeichnung als Bester Kostümbildner ein. Im Jahr darauf wurde Brown in der gleichen Kategorie erneut für seine Arbeit an der Inszenierung von Platonov, ebenfalls am Almeida Theatre, ausgezeichnet. Für seine Theater-Bühnenbilder wurde Brown 2013 als Royal Designer for Industry ausgezeichnet.
Im Dezember 2015 wurde bei Brown Krebs diagnostiziert, an dessen Folgen er im November 2017 im Alter von 57 Jahren in seinem Zuhause im walisischen Crymych starb. Er hinterließ seinen Lebensgefährten Andy Cordy, seine Mutter und seine Schwester.

## Bühne (Auswahl)
- 1985: Enemies (Internationalist Theatre, Sir Richard Steele Theatre, Haverstock Hill, London)
- 1985–1986: Ourselves Alone (Royal Court Theatre, London)
- 1986: Road (English Stage Company, Tournee)
- 1986: The Miser (Birmingham Repertory Company, Birmingham Repertory Theatre)
- 1986–1987: Road (New Vic, Bristol)
- 1987: A Lie of the Mind (Royal Court Theatre, London)
- 1987–1988: Raping the Gold (Bush Theatre, London)
- 1988: Road (La Mama E.T.C., New York City)
- 1989: Women Beware Women (Birmingham Repertory Theatre, Birmingham)
- 1993: The Showman (Almeida Theatre, London)
- 1993–1994: Medea (Almeida Theatre, Bill Kenwright, Liverpool Playhouse)
- 1994: Medea (Longacre Theatre, New York City)
- 1997–1998: Naked (Almeida Theatre, London)
- 1999–2000: Coriolanus (Gainsborough Studios, London; Brooklyn Academy of Music, New York)
- 1999–2000: Richard III. (Gainsborough Studios, London; Brooklyn Academy of Music, New York)
- 2000–2001: The Tempest (Almeida Theatre, London)
- 2001: Platonov (Almeida Theatre Company, Almeida Theatre at Kings Cross, London)
- 2001–2002: King Lear (Almeida Theatre Company, Almeida at King’s Cross, London)
- 2002–2003: Man of La Mancha (Martin Beck Theatre, später Al Hirschfeld Theatre, New York City)
- 2004: The False Servant (Tournee)
- 2004: Hecuba (Donmar Warehouse, London)
- 2004: Pelléas et Mélisande (Glyndebourne)
- 2005: As You Desire Me (Playhouse Theatre, London)
- 2006: Tosca (Royal Opera House)
- 2008: The Sea (Theatre Royal Haymarket Company, Theatre Royal, London)
- 2008: Marguerite (Theatre Royal Haymarket Company, Theatre Royal, London)
- 2008–2009: Oedipus (National Theatre)
- 2009: The Fairy-Queen (Glyndebourne)
- 2009: Aida (Bregenzer Festspiele, Österreich)
- 2011: Emperor and Galilean (National Theatre of Great Britain, Olivier Theatre, London)
- 2012–2013: The Phantom of the Opera, 25th Anniversary UK National Tour (Tournee)
- 2013: Hippolyte et Aricie (Glyndebourne)
- 2013–2020: The Phantom of the Opera, North American Tour (Tournee)

## Filmografie
- 1995: Engel und Insekten (Angels and Insects; Kostümbild)
- 1997: The Blood Oranges (Kostümbild und Szenenbild)
- 2000: Die Villa (Up at the Villa; Kostümbild und Szenenbild)